# Zubin Mehta
Zubin Mehta (Bombay, 29. travnja 1936.) je indijski dirigent parskoga podrijetla i doživotni glazbeni ravnatelj Izraelskoga filharmonijskoga orkestra. Počasni je građanin Firence i Tel Aviva, te doživotni počasni dirigent i član nekoliko uglednih svjetskih orkestara i međunarodnih glazbenih institucija.

## Životopis
Zubin Mehta je prvu glazbenu poduku dobio od oca Mehlija Mehte, poznatoga indijskoga koncertnoga violinista i utemeljitelja negdašnjega Bombajskog simfonijskog orkestra. U rodnom je gradu pohađao privatnu osnovnu školu i gimnaziju. Nakon što je, po želji roditelja, upisao studij medicine na Sveučilištu u Bombaju i završio dva semestra, ipak se odlučio za studij glazbe. Stoga je 1954. godine otišao u Beč te se upisao na tamošnju Glazbenu akademiju – današnji Univerzitet za glazbu i scenske umjetnosti (njem. Universität für Musik und darstellende Kunst Wien), gdje je u razredu slavnoga Hansa Swarowskog 1957. godine diplomirao dirigiranje. Sljedeće je godine pobijedio na 1. Međunarodnom natjecanju dirigenata u Liverpoolu koje organizirao tamošnji Kraljevski filharmonijski orkestar, čime je ujedno zaslužio i jednogodišnji angažman kao asistent dirigenta u tom orkestru. Do 1961. godine je već ravnao mnogim uglednim svjetskim orkestrima, primjerice Bečkim i Berlinskim filharmoničarima, Izraelskim filharmonijskim orkestrom, te Njujorškom filharmonijom i Philadelphijskim orkestrom. Koncerti sa simfonijskim orkestrima Montréala i Los Angelesa rezultirali su i ponudama za stalni angažman, pa je Mehta od 1961. do 1967. godine obnašao dužnost glazbenog ravnatelja Montrealskoga simfonijskoga orkestra, a od 1962. do 1978. godine bio je angažiran i u Losanđeleskoj filharmoniji, najprije kao asistent, a ubrzo potom i kao šef-dirigent orkestra. Godine 1969. bio je imenovan i glazbenim savjetnikom Izraelskoga filharmonijskoga orkestra, a glazbenim ravnateljem toga orkestra postao je 1977. godine. Četiri godine poslije imenovan je i doživotnim glazbenim ravnateljem Izraelskoga filharmonijskoga orkestra. Mehta je 1978. godine napustio Los Angeles i preuzeo mjesto šefa-dirigenta Njujorške filharmonije: tu je dužnost obnašao punih trinaest godina, najdulje od svih šefova-dirigenata u povijesti toga uglednoga američkoga orkestra. Od 1985. godine glazbeni je ravnatelj opernoga festivala Maggio Musicale Fiorentino u Firenci, gdje je 2006. godine proglašen i doživotnim počasnim dirigentom.
Zubin Mehta je kao operni dirigent debitirao 1963. godine ravnajući izvedbom Tosce Giacoma Puccinija u operi u Montréalu. Od tada do danas dirigirao je u njujorškoj operi Metropolitan, Bečkoj državnoj operi, Kraljevskoj operi u Covent Gardenu, milanskoj Scali, opernim kućama u Chicagu i Firenci te na Svečanim igrama u Salzburgu. U razdoblju od 1998. do 2006. godine bio je i glazbeni ravnatelj Bavarske državne opere u Münchenu. U listopadu 2006. godine ravnao je na svečanom otvorenju Palače umjetnosti “Kraljica Sofija” (valencijsko narječje: Palau de les Arts Reina Sofia) te od tada također obnaša i dužnost predsjednika tamošnjega godišnjeg Mediteranskog festivala (cat. Festival del Mediterrani.

## Zanimljivosti
- Godine 1971. Mehta je s Losanđeleskom filharmonijom snimio glazbu za film 200 Motels američkoga glazbenika i redatelja Franka Zappe.[2]
- Godine 1990. talijanski je glazbeni producent Mario Dradi ponudio Mehti ravnanje danas legendarnim koncertom trojice tada najpoznatijih tenora (Pavarottija, Dominga i Carrerasa). Mehta je (i) tim nastupom u potpunosti potvrdio svoje veliko dirigentsko umijeće i vlastitu umjetničku karizmu, a ravnao je i sljedećim zajedničkim koncertom trojice tenora održanim u sklopu finala Svjetskoga nogometnoga prvenstva 1994. godine u Los Angelesu.[2]
- Zubin Mehta je do danas pet puta ravnao Novogodišnjim koncertom Bečkih filharmoničara: 1990., 1995., 1998., 2007. i 2015. godine.[6]

## Nagrade, priznanja i odlikovanja
Za iznimna umjetnička postignuća mnoga su ugledna svjetska sveučilišta Zubinu Mehti dodijelila počasne doktorate. Mehta je počasni građanin Firence i Tel Aviva te dobitnik mnogobrojnih nagrada i priznanja uglednih međunarodnih glazbenih i kulturnih institucija među kojima se osobito ističu:
- 1966. – odličje Padma Bhushan vlade Republike Indije za umjetnička postignuća
- 1975. – odličje Commendatore Ordine al Merito della Repubblica Italiana[7]
- 1981. – Prsten Arthura Nikischa, počasni prsten Bečkih filharmoničara[4]
- 1981. – Mehta je proglašen doživotnim glazbenim ravnateljem Izraelskoga filharmonijskoga orkestra[1]
- 1991. – Državna nagrada Izraela za iznimnu odanost Izraelu i Izraelskom filharmonijskom orkestru
- 1991. – odličje Grande Ufficiale Ordine al Merito della Repubblica Italiana[8]
- 1995. – Nagrada Wolf (1995/96.) za iznimna umjetnička postignuća, humanitarno djelovanje i podršku mladim glazbenicima[9]
- 1996. – odličje Cavaliere di Gran Croce Ordine al Merito della Repubblica Italiana[10]
- 1997. – Mehta je proglašen počasnim članom Bečke državne opere[1]
- 1997. – Veliki srebrni orden za zasluge Republike Austrije (njem. Großes Silbernes Ehrenzeichen für Verdienste um die Republik Österreich)[11]
- 1999. – nagrada Ujedinjenih naroda za životno djelo te angažman za mir i toleranciju (engl. Lifetime Achievement Peace and Tolerance Award)
- 2001. – odličje Padma Vibhushan vlade Republike Indije za umjetnička postignuća
- 2001. – Mehta je proglašen počasnim dirigentom Bečkih filharmoničara[1]
- 2001. – orden Legije časti[12]
- 2001. – orden Commandeur dans l’ordre des Arts et des Lettres francuskoga Ministarstva kulture
- 2001. – Zlatno odličje Grada Beča (njem. Goldenes Ehrenzeichen der Stadt Wien)[13]
- 2001. – odlikovanje Pro meritis scientiae et litterarum Državnoga ministarstva za znanost, istraživanje i umjetnost Bavarske
- 2004. – Mehta je proglašen doživotnim počasnim dirigentom Minhenske filharmonije[1]
- 2005. –  Orden zasluga za Bavarsku (njem. Bayerischer Verdienstorden)[14]
- 2006. – Mehta je proglašen počasnim članom Bavarske državne opere i počasnim dirigentom njenoga simfonijskog orkestra[1]
- 2006. – zlatna medalja München leuchtet – Den Freundinnen und Freunden Münchens[15]
- 2006. – Mehta je proglašen doživotnim počasnim dirigentom Losanđeleske filharmonije[1]
- 2006. – Mehta je proglašen doživotnim počasnim dirigentom festivala Maggio Musicale Fiorentino u Firenci[1][5]
- 2006. – priznanje Centra Kennedy za svekoliko umjetničko djelovanje i trajni doprinos američkoj kulturi
- 2007. – Mehta je proglašen počasnim članom bečkoga Društva prijatelja glazbe[1][16]
- 2007. – nagrada Sveučilišta Loyola Marymount u Los Angelesu
- 2007. – Nagrada Dan David za iznimna umjetnička postignuća na području glazbe
- 2008. – Praemium Imperiale za iznimna umjetnička postignuća
- 2008. – Bavarski orden kralja Maximiliana za znanost i umjetnost (njem. Bayerischer Maximiliansorden für Wissenschaft und Kunst)[17]
- 2011. – Nagrada Wilhelm Furtwängler[18]
- 2011. – nagrada ECHO Klassik za životno djelo[19]
- 2011. – Mehta dobiva svoju zvijezdu u holivudskoj Ulici slavnih (engl. Hollywood Walk of Fame)
- 2012. – Veliki savezni križ za zasluge (njem. Großes Bundesverdienstkreuz) Savezne Republike Njemačke za iznimna umjetnička postignuća i promicanje suradnje Indije i Njemačke[1][20]
- 2012. – Počasni križ I. klase za znanost i umjetnost Republike Austrije (njem. Österreichisches Ehrenkreuz für Wissenschaft und Kunst I. Klasse)[21]
- 2012. – predsjednik Izraela Šimon Peres uručio je Mehti Predsjedničku medalju za osobite zasluge (engl. Presidential Medal of Distinction) za izniman doprinos kulturnom životu Izraela[22][23]
- 2013. – Predsjednik Indije Pranab Mukherjee dodijelio je Zubinu Mehti nagradu Tagore za izniman doprinos na području kulture[24]
- 2014. – Mehta je proglašen počasnim dirigentom Berlinske državne kapele (njem. Staatskapelle Berlin)[1]

## Vanjske poveznice

### Sestrinski projekti
|  | Zajednički poslužitelj ima još gradiva o temi Zubin Mehta |

### Mrežna sjedišta
- Zubin Mehta (službene stranice) (engl.)
- LA Philpedia / Music and Musicians Database: Zubin Mehta  Arhivirana inačica izvorne stranice od 31. prosinca 2014. (Wayback Machine) (engl.) (životopis)
- allmusic.com – Zubin Mehta (engl.) (životopis i diskografija)
- Discogs.com – Zubin Mehta (diskografija)
- www.bruceduffie.com – Conductor Zubin Mehta. Two Conversations with Bruce Duffie (engl.)
- Zubin Mehta u internetskoj bazi filmova IMDb-u (engl.)